# Маккенна, Марк
Марк Маккенна (англ. Mark McKenna; род. 5 мая 1996, Дублин) — ирландский и американский актёр и певец.

## Биография
Уроженец Дублина, Марк Маккенна дебютировал в кино в 2016 году в роли второго плана в музыкальной драме «Синг Стрит».
В 2018 году он был приглашен на главную роль в молодёжном сериале «Уэйн», релиз которого состоялся 16 января 2019 года. Выход первого сезона сериала вызвал большой интерес как в США, где сериал снимался, так и в других странах, в том числе в России, а сам Марк Маккенна моментально стал героем многочисленных материалов и интервью.
Марк Маккенна также является вокалистом и гитаристом группы Milk.
Снялся в роли рок-звезды Элиса Купера в фильме «Быть Сальвадором Дали».

## Избранная фильмография
| Год  |   | Русское название      | Оригинальное название | Роль            |
| ---- | - | --------------------- | --------------------- | --------------- |
| 2016 | ф | Синг Стрит            | Sing Street           | Имон            |
| 2017 | с | Редуотер              | Redwater              | Джимми          |
| 2018 | ф | Оверлорд              | Overlord              | рядовой Мёрфи   |
| 2019 | с | Уэйн                  | Wayne                 | Уэйн Маккаллоу  |
| 2020 | ф | Холодное озеро        | The Winter Lake       | Кол             |
| 2020 | с | Самая опасная игра    | Most Dangerous Game   | Охотник         |
| 2021 | с | Один из нас лжёт      | One of Us Is Lying    | Саймон Келлехер |
| 2022 | ф | Быть Сальвадором Дали | Dali Land             | Элис Купер      |